# Vera Pak
Vera Borisovna Pak (* 13. November 1938 in Bezirk Kungrad, Karakalpakische ASSR; † 26. Oktober 2018) war eine usbekische Politikerin. Von 2005 bis 2010 war sie Senatorin des Oliy Majlis.

## Leben
Nach dem Abschluss ihres Studiums am Staatlichen Pädagogischen Institut Karakalpakistans (heute Staatliches Pädagogisches Institut Nukus) im Jahr 1961 arbeitete Vera Pak an der allgemeinbildenden Sekundarschule Nr. 3 in Xiva. In den Jahren 1984 bis 1985 war sie als Inspektorin für Arbeitsausbildung in der Abteilung für öffentliche Bildung der Stadt Xiva tätig. Im Jahr 1985 wurde sie zur Direktorin des Kinderheims Nr. 20 in Xiva ernannt, eine Position, die sie bis zu ihrem Tod innehatte.
Vera Pak wurde mehrfach zum Mitglied des Frauenkomitees von Usbekistan, zum Mitglied des Republikanischen Rates der Volksdemokratischen Partei Usbekistans und zur Abgeordneten in den regionalen und städtischen Volksdeputiertenkammern gewählt. Im Jahr 2005 wurde Vera Pak zur Senatorin des Oliy Majlis gewählt. Als Senatorin war sie Mitglied der Gruppe für die Zusammenarbeit mit der südkoreanischen Nationalversammlung Gukhoe. Sie war Abgeordnete des Rates der Volksdeputierten des Bezirks Xiva.

## Ehrungen
- Heldin Usbekistans (2001)[3][4]
- Verdiente Arbeiterin des öffentlichen Bildungswesens der Republik Usbekistan (1992)[5]